# Jurnalul unui scandal (film)
Jurnalul unui scandal (în engleză Notes on a Scandal) este o ecranizare a romanului omonim de Zoë Heller, care a avut lansarea mondială pe 25 decembrie 2006, fiind regizat de Richard Eyre.

## Sinopsis
Barbara Covett (interpretată de Judi Dench) este o profesoară de istorie la o școală gimnazială din Londra. Fiind necăsătorită și aproape de vremea pensionării, aceasta își încredințează toate gândurile, ideile și sentimentele „prietenului” său, un jurnal care îi alină singurătatea. Viața lui Covett se schimbă complet odată cu venirea noii profesoare de arte plastice, Sheba Hart (rolul lui Cate Blanchett), pe care o consideră prietena perfectă. În momentul în care Barbara descoperă că Sheba are o relație extraconjugală cu un elev, Steven Connolly (interpretat de Andrew Simpson) prietenia lor capătă o altă semnificație. Barbara o amenință pe Sheba că va dezvălui secretul său tuturor, inclusiv soțului Shebei, Richard (interpretat de Bill Nighy), dar îi promite că va păstra tăcerea dacă aceasta va înceta relația pe care o are cu Steven Connolly.
Sheba nu se desparte de Steven, iar Barbara începe să pună presiune asupra acesteia, amenințând-o că va divulga secretul relației acestora. Cedând insistențelor prietenei sale, Sheba rupe legătura cu Steven, iar în timp Barbara preia controlul asupra vieții sale private. În momentul în care pisica Barbarei moare, între aceasta și Sheba are loc o ceartă cauzată de refuzul Shebei de a fi alături de prietena sa în acele momente. Fiind extrem de nervoasă, Covett îi dezvăluie unui profesor de la școala unde preda relația pe care a avut-o prietena sa cu Steven. Zvonul este împrăștiat în instituție, iar administrația hotărăște să o concedieze pe Sheba. Presa londoneză acordă o importanță sporită cazului, iar dezvăluirea relației extraconjugale pe care a avut-o cu Steven îi distruge viața, căsnicia și atrage antipatia copiilor săi.
Barbara o invită pe Sheba să locuiască în casa sa pentru o perioadă, iar aceasta din urmă acceptă. La scurt timp ea gasește jurnalul Barbarei, în care citește că presupusa sa prietenă simțea o atracție sexuală față de ea. Cele două se ceartă, iar Barbara dezvăluie că vrea din partea Shebei „mai mult decât o prietenie sinceră”. Sheba nu poate accepta așa ceva și decide să o părăsească pe Barbara, reîntorcându-se la familia sa.
La finalul filmului, Sheba este condamnată la zece luni de închisoare, fiind acuzată de întreținere de relații sexuale cu un minor, Steven. Barbara este surpinsă întâlnind o tânără, Anabell (intepretată de Anne-Marie Duff), pe care o consideră noua sa prietenă.

## Distribuția
Tabelul care urmează prezintă lista actorilor ce au făcut parte, fie prin portetizarea, fie prin dublarea vocii unui personaj, din distribuția filmului Jurnalul unui scandal.

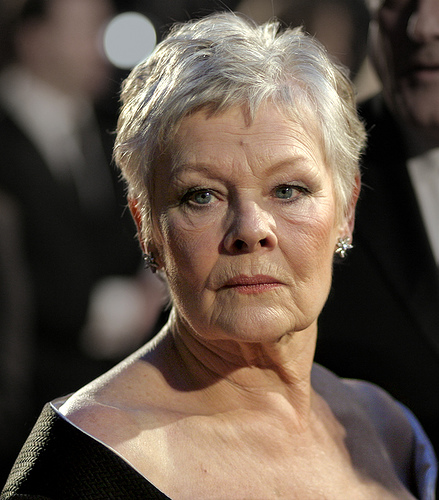
Judi Dench interpretează rolul Barbarei Covett, o profesoară londoneză cinică și solitară, aflată aproape de pensionare.

| Actorul          | Rolul                  |
| ---------------- | ---------------------- |
| Judi Dench       | Barbara Covett         |
| Cate Blanchett   | Bathsheba „Sheba” Hart |
| Tom Georgeson    | Ted Mawson             |
| Michael Maloney  | Sandy Pabblem          |
| Joanna Scanlan   | Sue Hodge              |
| Shaun Parkes     | Bill Rumer             |
| Emma Kennedy     | Linda                  |
| Syreeta Kumar    | Gita                   |
| Andrew Simpson   | Steven Connolly        |
| Phil Davis       | Brian Bangs            |
| Wendy Nottingham | Elaine Clifford        |
| Tameka Empson    | Antonia Robinson       |
| Leon Skinner     | Davis                  |
| Bill Nighy       | Richard Hart           |
| Juno Temple      | Polly Hart             |

| Actorul            | Rolul           |
| ------------------ | --------------- |
| Max Lewis          | Ben Hart        |
| Debra Gillett      | Lorraine        |
| Barry McCarthy     | Dave            |
| Julia McKenzie     | Marjorie        |
| Adrian Scarborough | Martin          |
| Jill Baker         | Mama Shebei     |
| Diana Berriman     | Marcia          |
| Alice Bird         | Saskia          |
| Benedict Taylor    | Eddie           |
| Miranda Pleasence  | Soția lui Eddie |
| Jonathan Speer     | Vet             |
| Stephen Kennedy    | Domnul Connolly |
| Derbhle Crotty     | Doamna Connolly |
| Anne-Marie Duff    | Annabel         |

## Coloana sonoră
Coloana sonoră a peliculei reprezintă o colecție de douăzeci de compoziții muzicale, compusă de Philip Glass. Cântecele au fost incluse pe un disc a cărui menire a fost promovarea filmului omonim. Fiind lansat la data de 9 ianuarie, 2007 sub reprezentarea exclusivă a casei de înregistrări Rounder Records, materialul discografic a reprezentat un punct de interes pentru critica de specialitate.
Site-ul Allmusic, specializat în critica muzicală a făcut albumului următoarea recenzie:
„Cântece deprimante și blânde precum «The History», care au aerul unor premoniții tulburi, se armonizează cu piese plăcute și înțesate de instrumente cu corzi . Chiar și cântecele blânde, precum «Invitation» sau «Good Girl» au o latură tulbure în linia lor melodică, care transpune ideea principală a filmului, aceea de seducții incomodante. Deși muzica inclusă pe disc este frumoasă și maiestuoasă, este foarte greu de ascultat - dar acesta este chiar punctul cardinal al discului.”
Conform recenziei făcute de Loreley Petroiu pe site-ul Agenda LiterNet, coloana sonoră este unul dintre elementele cheie ale filmului:
„Un plus în structura plină de detalii imprevizibile și mereu aflată pe «muchie de cuțit» este adus și de coloana sonoră semnată de Philip Glass, într-un stil asemănător cu cel din The Hours, însă mult mai ferm și tensionat, ca o permanentă punctare a răului care se întinde în fiecare situație atinsă de microbul Barbara..”
De asemenea, coloana sonoră s-a bucurat de succes la festivalurile de film, primind nominalizări în cadrul premiilor Oscar 2007, Chicago Film Critics Association 2006 și Online Film Critics Awards 2006 la categoria „Cea mai bună coloană sonoră”.

## Premii și nominalizări
Tabelul care urmează prezintă totalitatea premiilor și nominalizărilor obținute.
| Desfășurare       | Rezultatul  | Festivalul                                             | Țara          | Premiul                                                      |
| ----------------- | ----------- | ------------------------------------------------------ | ------------- | ------------------------------------------------------------ |
| 25 februarie 2007 | nominalizat | Oscar 2007                                             | S.U.A.        | Cea mai bună actriță (Judi Dench)                            |
| 25 februarie 2007 | nominalizat | Oscar 2007                                             | S.U.A.        | Cea mai bună actriță în rol secundar (Cate Blanchett)        |
| 25 februarie 2007 | nominalizat | Oscar 2007                                             | S.U.A.        | Cel mai bun scenariu adaptat (Patrick Marber)                |
| 25 februarie 2007 | nominalizat | Oscar 2007                                             | S.U.A.        | Cea mai bună coloană sonoră (Philip Glass)                   |
| 10 februarie 2008 | nominalizat | Premiile BAFTA 2007                                    | Regatul Unit  | Cel mai bun film britanic                                    |
| 10 februarie 2008 | nominalizat | Premiile BAFTA 2007                                    | Regatul Unit  | Cea mai bună actriță (Judi Dench)                            |
| 10 februarie 2008 | nominalizat | Premiile BAFTA 2007                                    | Regatul Unit  | Cel mai bun scenariu adaptat (Patrick Marber)                |
| noiembrie 2007    | nominalizat | British Independent Film Awards                        | Regatul Unit  | Cel mai bun film britanic                                    |
| noiembrie 2007    | nominalizat | British Independent Film Awards                        | Regatul Unit  | Cea mai bună actriță în rol secundar (Cate Blanchett)        |
| noiembrie 2007    | câștigat    | British Independent Film Awards                        | Regatul Unit  | Cea mai bună actriță (Judi Dench)                            |
| noiembrie 2007    | câștigat    | British Independent Film Awards                        | Regatul Unit  | Cel mai bun scenariu (Patrick Marber)                        |
| 14 ianuarie 2007  | nominalizat | Broadcast Film Critics Association Awards              | S.U.A./Canada | Cea mai bună actriță (Judi Dench)                            |
| 14 ianuarie 2007  | nominalizat | Broadcast Film Critics Association Awards              | S.U.A./Canada | Cea mai bună actriță în rol secundar (Cate Blanchett)        |
| 14 ianuarie 2007  | nominalizat | Broadcast Film Critics Association Awards              | S.U.A./Canada | Cel mai bun film                                             |
| 28 decembrie 2006 | nominalizat | Chicago Film Critics Association 2006                  | S.U.A.        | Cea mai bună actriță (Judi Dench)                            |
| 28 decembrie 2006 | nominalizat | Chicago Film Critics Association 2006                  | S.U.A.        | Cea mai bună actriță în rol secundar (Cate Blanchett)        |
| 28 decembrie 2006 | nominalizat | Chicago Film Critics Association 2006                  | S.U.A.        | Cel mai bun scenariu (Patrick Marber)                        |
| 28 decembrie 2006 | nominalizat | Chicago Film Critics Association 2006                  | S.U.A.        | Cea mai bună coloană sonoră (Philip Glass)                   |
| 19 decembrie 2006 | câștigat    | Dallas-Fort Worth Film Critics Association Awards 2006 | S.U.A.        | Cea mai bună actriță în rol secundar (Cate Blanchett)        |
| 22 decembrie 2006 | câștigat    | Florida Film Critics Circle 2006                       | S.U.A.        | Cea mai bună actriță în rol secundar (Cate Blanchett)        |
| 4 februarie 2007  | câștigat    | Evening Standard British Film Awards 2006              | Regatul Unit  | Cea mai bună actriță (Judi Dench)                            |
| 15 ianuarie 2007  | nominalizat | Premiile Globul de Aur 2006                            | S.U.A.        | Cea mai bună actriță într-o dramă (Judi Dench)               |
| 15 ianuarie 2007  | nominalizat | Premiile Globul de Aur 2006                            | S.U.A.        | Cea mai bună actriță în rol secundar (Cate Blanchett)        |
| 15 ianuarie 2007  | nominalizat | Premiile Globul de Aur 2006                            | S.U.A.        | Cel mai bun scenariu (Patrick Marber)                        |
| 14 decembrie 2006 | nominalizat | London Film Critics' Circle 2006                       | Regatul Unit  | Cea mai bună actriță (Judi Dench)                            |
| 14 decembrie 2006 | nominalizat | London Film Critics' Circle 2006                       | Regatul Unit  | Cea mai bună actriță britanică (Judi Dench)                  |
| 14 decembrie 2006 | nominalizat | London Film Critics' Circle 2006                       | Regatul Unit  | Cel mai bun actor britanic într-un rol secundar (Bill Nighy) |
| 27 decembrie 2006 | câștigat    | Oklahoma Film Critics Circle Awards 2006               | S.U.A.        | Cea mai bună actriță într-un rol secundar (Cate Blanchett)   |
| 8 ianuarie 2007   | nominalizat | Online Film Critics Awards 2006                        | S.U.A.        | Cea mai bună actriță (Judi Dench)                            |
| 8 ianuarie 2007   | nominalizat | Online Film Critics Awards 2006                        | S.U.A.        | Cea mai bună actriță într-un rol secundar (Cate Blanchett)   |
| 8 ianuarie 2007   | nominalizat | Online Film Critics Awards 2006                        | S.U.A.        | Cea mai bună coloană sonoră (Philip Glass)                   |
| 19 decembrie 2006 | câștigat    | Phoenix Film Critics Society 2006                      | S.U.A.        | Cea mai bună actriță într-un rol secundar (Cate Blanchett)   |
| 28 ianuarie 2007  | nominalizat | Screen Actors Guild Awards 2007                        | S.U.A.        | Cea mai bună actriță (Judi Dench)                            |
| 28 ianuarie 2007  | nominalizat | Screen Actors Guild Awards 2007                        | S.U.A.        | Cea mai bună actriță într-un rol secundar (Cate Blanchett)   |
| 19 decembrie 2006 | câștigat    | Toronto Film Critics Association 2006                  | Canada        | Cea mai bună actriță într-un rol secundar (Cate Blanchett)   |
| Desfășurare       | Rezultatul  | Festivalul                                             | Țara          | Premiul                                                      |

### Profilul filmului pe situri de specialitate
- Jurnalul unui scandal la Internet Movie Database
- Profilul filmului pe site-ul Cinemagia
- Profilul filmului pe site-ul All Movie Guide

### Trailerși fotografii
- Trailer-ul filmului, găzduit de site-ul YouTube
- Afișul filmului Arhivat în 21 mai 2013, la Wayback Machine. (cu titluri complete)
- Galeria foto a filmului (instantanee din film și de la filmări), pusă la dispoziție de site-ul OutNow.CH

### Articole și interviuri disponibileonline
- Interviu Arhivat în 5 martie 2009, la Wayback Machine. oferit de Cate Blanchett site-ului IndieLondon Arhivat în 8 noiembrie 2008, la Wayback Machine.
- Interviu[nefuncțională]
 oferit de Cate Blanchett, Richard Eyre și Patrick Marber jurnalistei Helen Cowley
- Interviu acordat de Richard Eyre și Andrew Simpson site-ului The NYC Movie Guru Arhivat în 8 noiembrie 2008, la Wayback Machine.